# Bosc de Gotjawal
El bosc de Gotjawal és un bosc de formació natural situat en el vessant mitjà del Hallasan, a l'illa de Jeju, a Corea del Sud. Abasta la zona rocosa de ʻaʻā a l'illa de Jeju, a la costa sud-oest de Corea del Sud. A causa de la característica geogràfica, la regió roman en gran manera inalterada pels humans. El bosc és un enclavament de l'ecoregió dels boscos perennes de Corea del Sud, i és un dels llocs favorits dels locals de l'illa.